# Cystangium phymatodisporum
Cystangium phymatodisporum är en svampart som beskrevs av G.W. Beaton, Pegler & T.W.K. Young 1984. Cystangium phymatodisporum ingår i släktet Cystangium och familjen kremlor och riskor.   Inga underarter finns listade i Catalogue of Life.